# Жданов, Николай Николаевич
Никола́й Никола́евич Жда́нов (1 октября 1902 года, посёлок Онон-Китайский, Забайкальская область — 21 апреля 1966 года, Москва) — советский военный деятель, генерал-полковник артиллерии (1955 год), кандидат военных наук, доцент, член-корреспондент Академии артиллерийских наук.

## Начальная биография
Родился 1 октября 1902 года в посёлке Онон-Китайский Забайкальской области.

## Военная служба

### Гражданская война
В августе 1919 года был призван в ряды РККА и направлен в 58-ю стрелковую дивизию, в составе которой служил на должностях красноармейца перевязочного отряда дивизии, делопроизводителя и командира взвода легкоартиллерийского дивизиона, а также участвовал в боевых действиях против войск генерала А. И. Деникина под Киевом, в Киевской операции и наступлении войск Юго-Западного фронта. Осенью 1920 года участвовал в боевых действиях в ходе советско-польской войны, а затем против войск под командованием генерала С. Н. Булак-Балаховича.

### Межвоенное время
В марте 1921 года был назначен на должность адъютанта 174-й стрелковой дивизии, а с июня 1922 года служил в 25-й стрелковой дивизии (Украинский военный округ) на должностях адъютанта дивизии, адъютанта, помощника командира и начальника разведки 25-го легкоартиллерийского дивизиона.
В 1924 году окончил двухмесячные методические курсы при 5-й пехотной школе.
С мая 1925 года служил на должностях помощника начальника штаба и заведующего разведкой 75-го артиллерийского полка. В сентябре был направлен на учёбу на артиллерийское отделение Киевской объединённой военной школы комсостава, по окончании которого с августа 1927 года служил в 64-м артиллерийском полку на должностях командира батареи, временно исполняющего должность командира дивизиона и начальника полковой школы.
В 1928 году вступил в ряды ВКП(б).
В октябре 1930 года был назначен на должность преподавателя Ленинградской военно-инженерной школы.
В 1931 году окончил курсы переподготовки преподавателей вузов при бронетанковых курсах усовершенствования командного состава, а в декабре 1932 года был направлен на учёбу в Артиллерийскую академию имени Ф. Э. Дзержинского, по окончании которой с апреля 1938 года служил в этой же академии на должностях старшего преподавателя и временно исполняющего должность начальника кафедры тактики.
В марте 1941 года был назначен на должность командира 101-го гаубичного артиллерийского полка.

### Великая Отечественная война
С началом войны подполковник Жданов находился на прежней должности. С 24 июня 1941 года полк в составе 50-го стрелкового корпуса 23-й армии принимал участие в боевых действиях по обороне Карельского перешейка. 31 августа 1941 года был ранен. В сентябре 1941 года полк был переподчинен командующему Ленинградским фронтом, после чего принимал участие в ходе Ленинградской оборонительной операции, сыграл важную роль в обороне Ленинграда. 24 марта 1942 года полк был преобразован в 12-й гвардейский артиллерийский полк, а Жданов был назначен на должность начальника штаба артиллерии 54-й армии, после чего принимал участие в ходе Любанской наступательной операции.
В мае 1942 года был назначен на должность начальника штаба артиллерии Ленинградской группы войск, а затем — на должность начальника штаба артиллерии Ленинградского фронта, после чего принимал участие в ходе Операции «Искра».
В августе 1943 года был назначен на должность командующего артиллерией 67-й армии, а в сентябре — на должность командира 3-го Ленинградского контрбатарейного артиллерийского корпуса, который 31 января 1944 года был преобразован в 3-й артиллерийский корпус прорыва. Корпус принимал участие в ходе Ленинградско-Новгородской и Выборгско-Петрозаводской операций. За высокие организаторские способности и умение руководить крупными артиллерийскими соединениями был награждён орденами Суворова 2 степени и Кутузова 2 степени.
В ноябре 1944 года был назначен на должность начальника кафедры тактики Артиллерийской академии имени Ф. Э. Дзержинского.

### Послевоенная карьера
После окончания войны продолжил службу в академии на должностях начальника кафедры тактики, начальника командного факультета, факультета наземной артиллерии и заместителя начальника академии по оперативно-тактической подготовке.
В ноябре 1948 года был назначен на должность начальника НИИ № 3 Академии артиллерийских наук, в феврале 1950 года — на должность начальника Высшей офицерской артиллерийско-технической школы (Пенза), в ноябре 1953 года — на должность начальника Военной радиотехнической академии, а в мае 1955 года — на должность начальника Главного артиллерийского управления, в январе 1961 года преобразованного в Главное ракетно-артиллерийское управление.
В августе 1965 года вышел в отставку. Умер 21 апреля 1966 года в Москве. Похоронен на Новодевичьем кладбище.

## Отзывы
Генерал-майор Скоробогатов Д. И. вспоминал о Жданове:

Его уважали как опытного, искусного артиллериста, знатока техники, человека требовательного к себе и подчиненным. Мне нравились его спокойствие, неторопливость и точность при постановке задач.— Скоробогатов Д. И. Однополчане.

## Награды
- Два ордена Ленина (22.06.1944, …);
- Три ордена Красного Знамени (17.04.1942, …, …);
- Орден Суворова 2 степени (21.02.1944);
- Орден Кутузова 2 степени;
- Орден Красной Звезды;
- Медали;
- Иностранная медаль.

## Воинские звания
- Генерал-майор артиллерии (25.09.1943)
- генерал-лейтенант артиллерии (18.11.1944)
- генерал-полковник артиллерии (08.08.1955)

## Сочинения
- Жданов Н. Н. Огневой щит Ленинграда. — М.: Воениздат, 1965. — 296 с. — 11 000 экз.
- Жданов Н. Н. По паролям «Гром», «Шквал», «Молния»... // Пароль — «Победа!» / составитель Я. Ф. Потехин, лит. запись и обработка М. П. Стрешинского и И. М. Франтишева, под общей редакцией Ф. Самойлова. Редактор М. А. Шаталина, художник В. Н. Шульга, художник-редактор О. И. Маслаков, технический редактор И. Г. Сидорова, корректор А. Г. Ткалич. — Л.: Лениздат, 1969. — С. 337—344. — 648 с. — (Воспоминания об участии авиации в обороне города, Ленинград, оборона 1941—1944 гг. Воспоминания и записки). — 90 000 экз.